# Harukaze
Harukaze (ハルカゼ?) è un singolo discografico del gruppo musicale giapponese SCANDAL, il primo estratto dal quarto album in studio Queens Are Trumps: Kirifuda wa Queen. È stato utilizzato come ultima sigla di apertura dell'anime Bleach.

## Il disco
Harukaze è un brano j-pop nel quale le voci di Haruna Ono e Tomomi Ogawa si alternano durante le strofe, accompagnate dai cori di Mami Sasazaki. La canzone si apre con il riff di chitarra di Sasazaki, ripetuto all'inizio di ogni strofa, mentre nella seconda metà del brano, subito dopo il bridge è presente un breve assolo di dieci secondi.

## Pubblicazione
All'interno della versione standard del singolo è presente la title track, utilizzata come sigla dal 343º episodio dell'anime Bleach, oltre a una versione instrumental del brano, mentre nella limited edition, si possono trovare due cover, rispettivamente Alones degli Aqua Timez nel lato A e Asterisk degli ORANGE RANGE nel lato B; i due brani fanno parte anch'essi della colonna sonora di Bleach.

### Successo commerciale
Il singolo, pubblicato il 22 febbraio 2012 ha raggiunto la sesta posizione della classifica Oricon dei singoli più venduti in Giappone ed è rimasto in classifica per quattro settimane, vendendo 31 467 copie.

## Video musicale
Il videoclip del brano, diretto da A.T. (che aveva già collaborato col gruppo per i precedenti video dei singoli Shunkan Sentimental e Namida no Regret), è ambientato al Fuefukigawa Fruits Park di Yamanashi, dove le ragazze eseguono la canzone. Tra le vie della città, invece, si svolge la storia dei due protagonisti del video. I due, all'inizio del video adolescenti, si separano, facendosi la promessa di rivedersi. Tuttavia questo non succede, e la ragazza, ormai adulta, si ritrova da sola nello stesso luogo in cui i due ragazzi si separarono, con una valigia in mano, a significare l'inizio di una nuova vita.
Tutte le scene si svolgono al tramonto, e il ritmo del video è sostenuto, con frequenti cambi di scena, passando dalla storia dei protagonisti alla band che suona dentro il parco. Saltuariamente la scena si sposta in un'altra ambientazione, nella quale fanno da padroni numerosi primi piani delle ragazze, accompagnati da una brezza che solleva petali di rosa.
Le ragazze sono vestite di nero, con minigonne, gilet o magliette smanicate e Dr. Martens; Ono porta i capelli corti all'altezza delle spalle, mentre Sasazaki li ha biondi, raccolti in una coda di cavallo. Il trucco è piuttosto marcato, soprattutto nelle scene con presenti primi piani ravvicinati.
Oltre al video ufficiale, è presente anche una versione studio-live registrata negli studi della Animax, dove le ragazze sfoggiano un look molto simile al video ufficiale.

## Tracce
CD Singolo ESCL-3854
1. Harukaze - 4:35
2. Harukaze (Instrumental) - 4:36

Durata totale: 9:11
CD Singolo Limited edition A ESCL-3852
1. Harukaze - 4:35
2. Alones (Aqua Timez cover) - 4:31
3. Harukaze (Instrumental) - 4:36

Durata totale: 13:42
CD Singolo Limited edition B ESCL-3853
1. Harukaze - 4:35
2. Asterisk (Orange Range cover) - 4:09
3. Harukaze (Instrumental) - 4:36

Durata totale: 13:20

## Classifiche
| Classifica (2012)     | Posizione più alta |
| --------------------- | ------------------ |
| Oricon weekly singles | 6                  |